# وانغ مين
وانغ مين (14 يونيو 1980 - ) (بالصينية: 王旻) هي لاعبة كرة يد صينية. شاركت في الألعاب الأولمبية الصيفية 2008 والألعاب الأولمبية الصيفية 2004.

## وصلات خارجية
- وانغ مين على موقع أوليمبيديا (الإنجليزية)
- وانغ مين على موقع اللجنة الأولمبية الصينية (الإنجليزية)